# 灰石传说 ～魔界之泉～
《灰石传说 ～魔界之泉～》是1995年由Pegasus日本开发的戰略角色扮演遊戲。在台灣華義國際發行中文版。
1996年推出了第二部作品《魔界之泉 外传 ～動亂的魔都～》。